# Dragoș Vodă (gmina)
Dragoș Vodă – gmina w Rumunii, w okręgu Călărași. Obejmuje miejscowości Bogdana, Dragoș Vodă i Socoalele. W 2011 roku liczyła 2862 mieszkańców. 